# Michael Beauchamp
Michael Beuchamp (født 8. marts 1981) er en australsk professionel fodboldspiller, som spiller i Melbourne Heart fra de Australien, hvor han spiller i forsvaret. 
Han spillede i AaB fra 2008-2009, hvor fik i alt 23 kampe, men aldrig slog helt igennem. Efter AaB skiftede han til Al Jazira fra de Forenede Arabiske Emirater
Han kom til AaB fra tyske 1. FC Nürnberg.